# Exocentrus woodlarkianus
Exocentrus woodlarkianus är en skalbaggsart som beskrevs av Stefan von Breuning 1957. Exocentrus woodlarkianus ingår i släktet Exocentrus och familjen långhorningar. Inga underarter finns listade i Catalogue of Life.